# Condado de Piła
Condado de Piła (polaco: powiat pilski) é um powiat (condado) da Polónia, na voivodia de Grande Polónia. A sede do condado é a cidade de Piła. Estende-se por uma área de 1267,1 km², com 137 127 habitantes, segundo os censos de 2005, com uma densidade 108,22 hab/km².

## Divisões admistrativas
O condado possui:
Comunas urbanas: Piła
Comunas urbana-rurais: Łobżenica, Ujście, Wyrzysk, Wysoka
Comunas rurais: Białośliwie, Kaczory, Miasteczko Krajeńskie, Szydłowo
Cidades: Piła, Łobżenica, Ujście, Wyrzysk, Wysoka

## Demografia
População (dados de 30 de Junho de 2005):
|          | Total   | Total | Mulheres | Mulheres | Homens  | Homens |
| -------- | ------- | ----- | -------- | -------- | ------- | ------ |
|          | pessoas | %     | pessoas  | %        | pessoas | %      |
| Total    | 137 127 | 100   | 70 198   | 51,2     | 66 929  | 48,8   |
| Cidades  | 90 273  | 100   | 46 877   | 51,9     | 43 396  | 48,1   |
| Povoados | 46 854  | 100   | 23 321   | 49,8     | 23 533  | 50,2   |